# 塞赖切尼
塞赖切尼，是匈牙利杰尔-莫雄-肖普朗州所辖的一个村。总面积12.39平方公里，总人口805，人口密度65.0人/平方公里（2011年1月1日）。